# 喜山茂雄
喜山 茂雄（きやま しげお、1973年9月27日 - ）は、日本の俳優、声優。大阪府出身。

## 来歴
俳協演劇研究所を経て、東京俳優生活協同組合所属。

## 人物
声種はローバリトン。方言は関西弁。
趣味はビリヤード、ボーリング、TVゲーム、水泳。免許・資格は中型自動車免許。
トレーディングカードゲーム『バトルスピリッツ』が好きである。

## 出演
太字はメインキャラクター。

### テレビドラマ
- マエストロ（2006年）
- LIAR GAME Season1（2007年） - レロニラ
- ガリレオ 第1話「燃える!変人天才科学者」（2007年）
- フライトパニック（2007年）
- NHKスペシャル「感染爆発〜パンデミック・フルー」（2008年）
- 白と黒（2008年）
- プリズナー（2008年）
- LIAR GAME Season2（2009年） - ソラリオ、フォルリ
- 土曜ドラマ 64（ロクヨン） 第1、2話（2015年、NHK） - 警察無線の声 他
- 東京犬ラブストーリー（2023年） - ジャック〈コラレ〉

### 映画
- クライマーズ・ハイ（2008年）
- LIAR GAME The final Stage（2010年） - ケルビム
- バカリズム THE MOVIE（2012年） - チンピラ

### テレビアニメ
1997年
- るろうに剣心 -明治剣客浪漫譚-（警官）

1998年
- 発明BOYカニパン（先生、パパロボット）

1999年
- ビックリマン2000（効能鳥皇子）

2005年
- ケロロ軍曹（宇宙人客）
- SoltyRei（運転手）
- BLOOD+

2006年
- 009-1（秘書官、スタッフ）
- 西の善き魔女 Astraea Testament（男A）

2007年
- DEATH NOTE（テレビの声）

2008年
- 銀魂（2008年 - 2010年、亀艦長、フルーツポンチ侍G、ステンレスボーイ、ケン、タカティン 他）
- 絶対やれるギリシャ神話（キュクロプス）
- テイルズ オブ ジ アビス（2008年 - 2009年、上級士官、医師）

2009年
- アスラクライン2（刺客）
- 戦場のヴァルキュリア（男、男A）
- リストランテ・パラディーゾ（ジジ、同僚2）

2010年
- SDガンダム三国伝 Brave Battle Warriors（夏侯惇ギロス、季儒シャッコー、沮授Rジャジャ、張繍軍兵士、袁紹軍兵士 他）
- バトルスピリッツ 少年激覇ダン（男）
- バトルスピリッツ ブレイヴ（2010年 - 2011年、賢者ソロン、町長、魔族館長）

2011年
- 機動戦士ガンダムAGE（2011年 - 2012年、ディアン・フォンロイド、ザファー・ローグ、先生、ボヤージ部下、通信士、ヴェイガン将校 他）
- TIGER & BUNNY（ウォルター）

2012年
- バトルスピリッツ ソードアイズ（2012年 - 2013年、客A、チュン、街の人B、ヤクザ1）
- バトルスピリッツ 覇王（コレクター、黒服A）

2013年
- AKB0048 next stage（上司）

2014年
- ガンダム Gのレコンギスタ（ラトルパイソン艦長）
- 最強銀河 究極ゼロ 〜バトルスピリッツ〜（ハンソ郎）
- シドニアの騎士（2014年 - 2015年、船員会） - 2シリーズ
- まじもじるるも（校長、社長）

2016年
- カードファイト!! ヴァンガードG NEXT（理事長）
- バトルスピリッツ ダブルドライブ（ヨロイ）
- 霊剣山 シリーズ（2016年 - 2017年、方鶴） - 2シリーズ

2017年
- サクラダリセット（加賀谷）

2018年
- イナズマイレブン アレスの天秤（スポンサーアナウンス）
- 銀河英雄伝説 Die Neue These 邂逅（オイゲン）
- INGRESS THE ANIMATION（ジャック・ノーマン）

2019年
- ONE PIECE（2019年 - 2022年、奉行〈遠山辻ギロー〉）
- かつて神だった獣たちへ（チャールズ）

2022年
- リーマンズクラブ（榊義昭）
- うたわれるもの 二人の白皇（ヤマト兵、民、ナコク兵）

2024年
- ザ・ファブル（古着屋の店主）

2025年
- カラオケ行こ!（小指）

### 劇場アニメ
- 劇場版 銀魂 新訳紅桜篇（2010年）
- ブレイク ブレイド（2011年、クロザワ）
- 劇場版 シドニアの騎士（2015年、船員会）
- きみと、波にのれたら（2019年、大隊長）
- 鹿の王 ユナと約束の旅（2022年）

### OVA
- カレイドスター Legend of phoenix 〜レイラ・ハミルトン物語〜（2005年、男性スタッフA）
- AIKa ZERO（2009年、准将、管制官）
- 機動戦士ガンダムAGE MEMORY OF EDEN（2013年、ザファー・ローグ）
- 機動戦士ガンダム THE ORIGIN（2015年 - 2017年、ランバ・ラル[13]） - 2019年に再編集作品『THE ORIGIN 前夜 赤い彗星』テレビ放送
- 宇宙戦艦ヤマト2202 愛の戦士たち（2017年、メーザー[14]）※ODS作品

### Webアニメ
- FLAG（2006年、国連軍将校）
- バトルスピリッツ サーガブレイヴ（2019年 - 2020年、レオス・ギデオン[15]）
- 7SEEDS（2019年、アナウンサー2）
- 攻殻機動隊 SAC 2045（2020年 - 2022年、久利須・大友・帝都） - 2シリーズ
- バトルスピリッツ 赫盟のガレット（2020年、アバレス・レヴォ[16]）
- バトルスピリッツ ミラージュ（2022年、アバレス）
- サイバーパンク エッジランナーズ（2022年、デラマン）

### ゲーム
2006年
- 天誅 千乱

2007年
- 喧嘩番長2 フルスロットル（加納博信）

2009年
- 新宿の狼（ヨウ・ヤン）

2011年
- SDガンダム GGENERATION WORLD（マイキャラクターボイス男性B）
- 機動戦士ガンダム 新ギレンの野望（連邦軍将校、ジオン士官C）
- 第2次スーパーロボット大戦Z 破界篇 / 再世篇（人革連兵士）

2012年
- 機動戦士ガンダム 木馬の軌跡（ジオン兵A）
- 機動戦士ガンダム オンライン（士官）
- 機動戦士ガンダム バトルオペレーション（元教官）
- 機動戦士ガンダムUC（連邦軍艦長、ロンド・ベル兵士）
- 機動戦士ガンダムAGE ユニバースアクセル / コズミックドライブ（ディアン・フォンロイド、ザラム兵、先生〈男〉、憲兵隊長、ビッグリング司令官）
- ソウルキャリバーV（マキシ）
- バイオハザード オペレーション・ラクーンシティ（ディーアイ）
- 晴れハレはーれむ（小松川才蔵）

2013年
- ドラッグオンドラグーン3
- ファイナルファンタジーXIV: 新生エオルゼア（エインザル・スラフィルシン大甲将）
- 真・ガンダム無双（一般兵）

2014年
- 機動戦士ガンダム サイドストーリーズ（ノクト・ガディッシュ）

2015年
- ファイアーエムブレムif（ブノワ）
- ブレイブソード×ブレイズソウル
- LORD of VERMILION ARENA（サルーイン、アレキサンダー、ハクタク、オオクニヌシ、アクアルーク）
- ファイナルファンタジーXIV: 蒼天のイシュガルド（ラーヴァナ、グリノー・ド・ゼーメル）

2016年
- AKIBA'S BEAT（音田ヒサヨシ）
- 逆転オセロニア（衝壁竜 オルグドラゴン）
- クイズRPG 魔法使いと黒猫のウィズ
- 白猫プロジェクト（バーガー)
- ソウルワーカー（カイン）
- ドラゴンクエストヒーローズII 双子の王と予言の終わり（モーリアス王）

2017年
- ガンダムバーサス（ランバ・ラル）

2018年
- ソウルキャリバーVI（マキシ）

2019年
- ガンダムネットワーク大戦（ランバ・ラル）

2020年
- 龍が如く ONLINE（囚人番号1356）
- サイバーパンク2077（デラマン）

2021年
- LoverPretend（真木野雄三）
- モンスターストライク（2021年 - 2023年、エンヴリオ、ランバ・ラル）
- ファイアーエムブレム ヒーローズ（ブノワ）
- LOST JUDGMENT 裁かれざる記憶（渡辺基祐）

2022年
- 機動戦士ガンダム アーセナルベース（ランバ・ラル）
- SDガンダム バトルアライアンス（ランバ・ラル、敵軍指揮官B）
- 機動戦士ガンダム U.C. ENGAGE（ランバ・ラル）

2023年
- テミラーナ国の強運姫と悲運騎士団（カルナップ・ファリアス・テミラーナ）
- 信長の野望 出陣（北信愛、蜂須賀小六）

2025年
- SDガンダム GGENERATION ETERNAL（騎士グフ）

### ドラマCD
- 少年陰陽師 番外編 第1巻（貴族）
- Dollyholic case：05 Seize お星さまの不始末（警察官、警備員）
- リストランテ・パラディーゾ Drama CD Vol.1（ジジ）
- 惑星のさみだれ（ダンス=ダーク）

### BLCD
- アウトフェイス 番外編（八代）
- YEBISUセレブリティーズ Grand Finale（カメラマン）
- オジサマ専科Vol.14 危険な報酬〜Dangerous reward〜（兵頭）
- 堕つればもろとも（男2）
- 君のつく嘘と本当（麻生）
- 獣たちの…妄執。（秘書）
- その唇をひらけ（西念の父）
- FLESH＆BLOOD（レイヴン）

### ラジオドラマ
- VOMIC
  - 朝霧雪伝（見世物屋）
  - ワールドトリガー（ナレーション[26]）

### 吹き替え

#### 担当俳優
ザカリー・クイント
- GIRLS/ガールズ4（エース）
- スター・トレックシリーズ（スポック）
  - スター・トレック（2009）
  - スター・トレック イントゥ・ダークネス
  - スター・トレック BEYOND

- ランニング・ワイルド WITH ベア・グリルス #3（本人）

ターモー・ペニケット
- デス・ルーム（レオ〈若年期〉）
- ドールハウス Dollhouse（ポール・バラードFBI捜査官）
- マン・オブ・スティール（ユーバンクス）

#### 映画
- アメリア 永遠の翼
- アルビン2 シマリス3兄弟 vs. 3姉妹
- ガリバー旅行記（ピーコック軍曹）
- カメラが捉えたキューバ（ジョン・アルパート）
- グレイハウンド（ジョージ・クリーヴランド〈ロブ・モーガン〉）
- ケース39
- ザ・バンク 堕ちた巨像
- 最後の陰謀（サル〈ステファン・リセンコ〉）
- ジャック・メスリーヌ フランスで社会の敵No.1と呼ばれた男 Part2 ルージュ編（ジョジョ〈アルセーヌ・モスカ〉）
- G.I.ジョー
- 人生はノー・リターン 〜僕とオカン、涙の3000マイル〜（ライアン〈ブランドン・キーナー〉）
- スパイアニマル・Gフォース（キリアン部長〈ウィル・アーネット〉[28]）
- ソーラー・ストライク2012
- 007 慰めの報酬 ※ソフト版
- トランスフォーマー/リベンジ
- トランスフォーマー/ロストエイジ（特殊部隊1）
- ナイト&デイ
- ファイナル・デッドサーキット 3D
- プロメテウス
- マーベル・シネマティック・ユニバース
  - アイアンマン2 ※劇場公開版
  - アベンジャーズ（トマス・ロバーツ）
  - アイアンマン3（軍事顧問）
  - マイティ・ソー/ダーク・ワールド（戦闘機）
  - キャプテン・アメリカ/ウィンター・ソルジャー（マシン〈男性音声〉）
  - アントマン（男性ナレーター）
- ドント・ルック・アップ（クレイトン・テディ・オグルソープ博士〈ロブ・モーガン〉）

#### ドラマ
- NCIS 〜ネイビー犯罪捜査班 シーズン11 #22（チャド・ヘンドリックス中佐）
- THE TUDORS〜背徳の王冠〜（ウィリアム・コンプトン〈クリス・ホールデン＝リード〉）
- THE MENTALIST メンタリストの捜査ファイル（キンブル・チョウ〈ティム・カン〉）
- グッド・ファイト（ジェイ・ディピース）
- 殺人者への道（ジェリー・ビューティング弁護士）
- CSI:7 科学捜査班（メローニ）
- CSI:9 科学捜査班
- CSI:ニューヨーク3
- CSI:マイアミ6（キース・レイノルズ、スティーブ・ランカスター〈テリー・セルピコ〉、ダグ・マクレイン、ギャビン・ハウアー、コリン・マディソン〈リリク・ベント〉、ヒューゴ・ケンプ判事 他）※毎回異なる役でレギュラー出演
- CSI:マイアミ7（ジェイソン・モリーナ）
- CSI:マイアミ8（ニール・ブルサッティ教授）#24
- シークレット・アイドル ハンナ・モンタナ（フレッド・ストーラー、ミードーズ）
- スレッシュホールド 〜The Last Plan〜 #6
- デアデビル: ボーン・アゲイン（ヘクター・アヤラ / ホワイトタイガー）
- ビッグバン★セオリー ギークなボクらの恋愛法則（エリック博士）
- BULL / ブル 法廷を操る男
- ホテル・バビロン
- ホワイトカラー シーズン5（マネージャー）
- ムーブ・トゥ・ヘブン: 私は遺品整理士です（チョル）

#### アニメ
- トランスフォーマーアドベンチャー マイクロンの章（セイバーホーン）
- メガマインド

### 特撮
- 獣拳戦隊ゲキレンジャー（2007年、幻獣ケイトス拳ゴウユの声）
- ファイヤーレオン（2013年、怪人の声、ナレーション）

### 舞台
- 劇団俳協公演
  - 崩れた石垣〜のぼる鮭〜
  - 結婚契約破棄宣言
  - かいけつゾロリ!まほうつかいのでし
  - きららの指輪たち（2005年）
  - ラフ・ユニット「パパ・I LOVE YOU!」（2005年）
- 浅田次郎作 朗読劇
  - 月のしずくより「聖夜の肖像」（真ちゃん、久子の父役）
  - 月のしずくより「銀色の雨」（岩井章次、菊枝の客、雀荘の客役）
  - 月下の恋人「あなたに遭いたい」（インタビュアー役）
  - 月島慕情（平松時次郎、車夫、巡査役）

### ボイスオーバー
- アナザーストーリーズ 運命の分岐点（NHK総合）
- 偉大なる指揮者の栄光と苦悩 ナチスとフルトヴェングラー（WOWOWドキュメンタリー）
- 映っちゃった映像GP（フジテレビ）
- 幻解!超常ファイル ダークサイド・ミステリー（NHK BSプレミアム）
- 所さんのニッポンの出番!（TBS）
- ザ・ベストハウス123（フジテレビ） - メル・ギブソンの声 他
- ザ・プレミアム 井浦新 アジアハイウェイを行く（NHK BSプレミアム）
- 新説!キリストを殺したのは誰だ?（ディスカバリーチャンネル）
- スーパープレゼンテーション（NHK Eテレ） - スティーブン・ウィルクスの声
- 世界の日本人妻は見た!（TBS）
- 地球ドラマチック（NHK教育）
  - 「ゾウはなぜ殺し屋になったのか?」（2007年）
- ドキュメンタリー 時間と空間の謎（ナショナルジオグラフィックチャンネル） - アイザック・ニュートンの声 他
- BS世界のドキュメンタリー（NHK BS）
- フランケンシュタインの誘惑 科学史 闇の事件簿（NHK BSプレミアム）

### ナレーション
- スカパー! 時代劇専門チャンネル 宣伝CM（2022年、BS-TBS）
- TOKIOカケル（フジテレビ、探せ!ガラクタジャングル 木彫りの人形「ボス（天の声）」兼2013年からのメインナレーター）
- ドラゴンボール ファイターズ（TVCMナレーション）
- バトルスピリッツ（TVCMナレーション）
- BS世界のドキュメンタリー「ハマス 謎に満ちたイスラム組織の実像」（2024年3月11日、NHK BS）
- 歴史の歯車が動く瞬間 東芝機械ヒストリー（ヒストリーチャンネル）

### テレビ番組
- いないいないばあっ!（NHK教育）
- ＃声優ぷらす（2019年4月21日、NHK総合）

### その他コンテンツ
- バトスピ エクストリームゲーム（2017年 - 、MC、YouTube）
- 森永乳業CM アタックNo.1『毎朝爽快「トイレの中では」』篇（2024年、本郷コーチ）